# Мунир, Халид
Хали́д Муни́р Али́ Абу́ Ба́кр Мазид (араб. خالد منير أبو بكر مزيد‎; род. 24 февраля 1998, Доха) — катарский футболист, игрок клуба «Аль-Вакра» и сборной Катара. Чемпион Азии 2023 года.

## Игровая карьера

### Клубная карьера
Мунир начинал карьеру в Испании, где играл за клубы низших испанских дивизионов «Атлетико Асторга» и «Культураль Леонеса».
В 2018 году вернулся в Катар, где присоединился к клубу «Аль-Духаиль», но в этой команде не сыграл ни одного матча в Старс-лиге, но в 2019 году выиграл в составе этой команды Кубок эмира Катара. 
По окончании сезона 2018/19 перешёл в клуб «Аль-Вакра», за который играет по сей день. В чемпионате Катара дебютировал в 1-м туре в матче против «Аль-Садда»; матч закончился победой «Аль-Садда» со счётом 4:1. 

### Карьера в сборной
Вошёл в состав сборной Катара на домашний для сборной чемпионат мира 2022 года, но на турнире не сыграл ни одной минуты.

## Достижения
«Аль-Духаиль»
- Обладатель Кубка эмира Катара: 2019

Сборная Катара
- Обладатель Кубка Азии: 2023